# 이별만은 슬프더라
"이별만은 슬프더라"는 1964년 공개된 대한민국의 영화이다.

## 배역
- 최무룡
- 김지미
- 김석훈
- 최남현
- 정애란
- 최창호
- 최삼